# Jazz ist anders
Jazz ist anders (Il Jazz è un'altra cosa) è l'undicesimo album studio del gruppo pop punk tedesco Die Ärzte, pubblicato il 2 novembre 2007. L'album contiene un EP bonus di tre tracce e una hidden track. Questo è il primo album da Debil in cui la band ha prodotto il disco da sola. La copertina, che raffigura un pizzaiolo, si riferisce al cibo più consumato durante le registrazioni del gruppo, la pizza.

## Tracce
1. Himmelblau (Urlaub) - 3:16
2. Lied vom Scheitern (Felsenheimer) - 3:29
3. Breit (González/González, Urlaub) - 3:14
4. Lasse redn (Urlaub) - 2:49
5. Die ewige Maitresse (González/Felsenheimer) - 2:24
6. Junge (Urlaub) - 3:07
7. Nur einen Kuss (Urlaub) - 4:25
8. Perfekt (Felsenheimer) - 2:35
9. Heulerei (Urlaub) - 2:13
10. Licht am Ende des Sarges (Felsenheimer) - 2:47
11. Niedliches Liebeslied (González/Felsenheimer) - 3:40
12. Deine Freundin (wäre mir zu anstrengend) (Urlaub) - 2:13
13. Allein (Urlaub) - 3:50
14. Tu das nicht (Felsenheimer) - 3:52
15. Living Hell - 3:41
16. Vorbei ist vorbei (Urlaub) - 3:04

### Bonus-EP
1. Wir sind die Besten (Urlaub) - 2:28
  - Nimm es wie ein Mann (a.k.a. Kurt Cobain) (González/Felsenheimer - hidden track, parte a 2:06)
2. Wir waren die Besten (Felsenheimer) - 4:14
3. Wir sind die Lustigsten (González) - 4:34
4. Nimm es wie ein Mann (a.k.a. Kurt Cobain)

## Singoli
2007: Junge

2008: Lied vom Scheitern

2008: Lasse redn

## Economy Version
La Economy version su CD è stata venduta ai concerti dei tour Es wird eng e Jazzfäst. La versione su vinile invece è disponibile nei negozi specializzati.

### Tracce (CD)
1. Himmelbett
2. +++ AUSNAHMEZUSTAND AUSGERUFEN +++ EIN VIRUS VERBREITET SICH UEBER MITTELEUROPA +++ MEIDEN SIE DEN KONTAKT ZU ANDEREN MENSCHEN +++ TRINKWASSER VERUNREINIGT
3. Brei
4. Penis Enlargement***CHEAP Vigara***Buy stocks now!!***
5. Mutti anrufen
6. und STÄNDIK diser Lerm- willst du daswi r scht erm m m?
7. Nur einen Gruss
8. Detroit Rock City
9. Auf der A7 kommt Ihnen ein Kinderwagen entgegen.
10. 010111001101 00001010101 0101 01 010 1010111 011101 01101011010110101010
11. Hallo! Ich bin dein CD-Player. Diese Musik ist grausam, bitte ausmachen - danke.
12. I can't get no Satisfaction"
13. Dolannes Melodie
14. 4:53"
15. Trockenschütteln
16. Wir lösen uns auf, aber PSSST!!!

## Formazione
- Farin Urlaub - chitarra, voce
- Bela B. - batteria, voce d'accompagnamento
- Rodrigo González - basso, voce d'accompagnamento